# Kalorische Testung
Eine kalorische Testung (manchmal auch als „vestibuläre kalorische Stimulation“, oder nur "Kalorik" bezeichnet) ist eine neuro-otologische Untersuchungsmethode, bei der zur Überprüfung des vestibulo-okulären Reflexes kaltes oder warmes Wasser oder Luft in den äußeren Gehörgang eingespült wird. Diese Methode wurde von Robert Bárány entwickelt, der für diese Entdeckung 1914 den Nobelpreis für Medizin erhielt.

## Indikation
Der Test wird von Ärzten, Audiologen und anderen geschulten Fachleuten eingesetzt, um die Diagnose einer asymmetrischen Funktion des peripheren vestibulären Systems zu bestätigen. Sie ist einer von mehreren Tests, mit denen der Hirntod festgestellt werden kann.

## Durchführung
In den äußeren Gehörgang wird kaltes oder warmes Wasser (typischerweise 7 °C wärmer oder kälter als die Körpertemperatur) oder Luft eingeführt, in der Regel mit einer Spritze. Der Temperaturunterschied zwischen dem Körper und dem eingespritzten Wasser erzeugt eine konvektive Strömung in der Endolymphe des nahe gelegenen lateralen Bogengangs des Gleichgewichtsorgans. Heißes und kaltes Wasser erzeugen Ströme in entgegengesetzte Richtungen und damit einen horizontalen Nystagmus in entgegengesetzte Richtungen. Dieser Nystagmus wird beispielsweise per Videookulographie oder Elektronystagmographie aufgezeichnet.
Das Fehlen reaktiver Augenbewegungen deutet auf eine peripher-vestibuläre Unterfunktion des horizontalen Bogenganges auf der stimulierten Seite hin. Ein beidseitiges Fehlen ist z. B. bei bilateraler Vestibulopathie zu erwarten, während eine einseitige Unterfunktion bspw. bei Morbus Menière auftreten kann.
Bei Patienten im Koma mit zerebralen Schäden fehlt die schnelle Phase des Nystagmus, da diese vom Kortex gesteuert wird. Folglich führt die Verwendung von Kaltwasserspülung zu einer Ablenkung der Augen in Richtung des gespülten Ohrs. Fehlen beide Phasen, deutet dies darauf hin, dass auch die Hirnstammreflexe des Patienten geschädigt sind, was eine sehr schlechte Prognose zur Folge hat.
Zwar gibt es große interindividuelle Unterschiede, doch weisen Frauen in der Regel eine etwas höhere durchschnittliche kalorische Erregbarkeit auf als Männer.